# Sucralose
Sucralose is een laagcalorische, kunstmatige zoetstof die wordt vervaardigd door een gecontroleerde chlorering van sacharose, en die 500 tot 600 maal zo zoet is als suiker. Het wordt verkocht onder de merknamen Splenda en Altern. 

## Geschiedenis
Sucralose werd in 1976 ontdekt door onderzoekers die voor de Britse suikerfabrikant Tate & Lyle Ltd. werkten, en werd door Tate & Lyle in samenwerking met McNeil Specialty Products Company (een onderdeel van de Amerikaanse groep Johnson & Johnson) ontwikkeld. 
In 1990 keurde het Joint FAO/WHO Expert Committee on Food Additives (JECFA) sucralose als veilig voedingsadditief goed. Canada was het eerste land dat het gebruik van sucralose in voedingswaren en dranken goedkeurde. In 1998 keurde de Amerikaanse Food and Drug Administration (FDA) het gebruik ervan toe in 15 soorten voeding en drank; Diet Cola (Cola Light) was het eerste product dat in de Verenigde Staten met sucralose werd aangeboden. In 1999 liet de FDA sucralose toe voor algemeen gebruik. Vanaf januari 2004 is met een amendement op de EU Zoetstoffenrichtlijn sucralose door de Europese Unie toegelaten als zoetstof met E-nummer E955 (Richtlijn 2003/115 van december 2003). De aanvaardbare dagelijkse inname (ADI) van sucralose is vastgesteld op 0-15 mg per kilogram lichaamsgewicht door JECFA in 1990 en door de Europese Commissie in september 2000. 

## Synthese
Sucralose wordt verkregen door selectief drie hydroxylgroepen in sacharose te substitueren met drie chlooratomen. Eerst worden deze drie hydroxylgroepen van sacharose omgezet in tritylgroepen door reactie met tritylchloride. De andere hydroxylgroepen van dit tri-O-tritylsucrose worden dan geacetyleerd, waarna de beschermende tritylgroepen weer verwijderd worden. Eén acetaatgroep wordt nu verplaatst van positie 4 naar positie 6 (dit is een isomerisatie), en de resulterende verbinding met nu drie vrije hydroxylgroepen wordt vervolgens gechloreerd. Ten slotte worden alle beschermende acetaatgroepen verwijderd en zo verkrijgt men sucralose.

## Eigenschappen
Sucralose is de enige kunstmatige zoetstof die van suiker wordt gemaakt, en heeft eenzelfde smaak als suiker. Het is echter een stabiele stof die in tegenstelling tot suiker niet wordt afgebroken in het lichaam. Het is bestand tegen hoge temperaturen zodat het ook gebruikt kan worden in voedingswaren die worden gebakken. In dieronderzoek heeft sucralose een negatief effect op de darmflora, het vermindert het aantal gunstige stammen in de darm. Specifiek vermindert sucralose de groei van Bacteroidesbacteriën in de darm, een dergelijke verandering wordt met overgewicht in verband gebracht.